# Johanneskirche (Börtlingen)

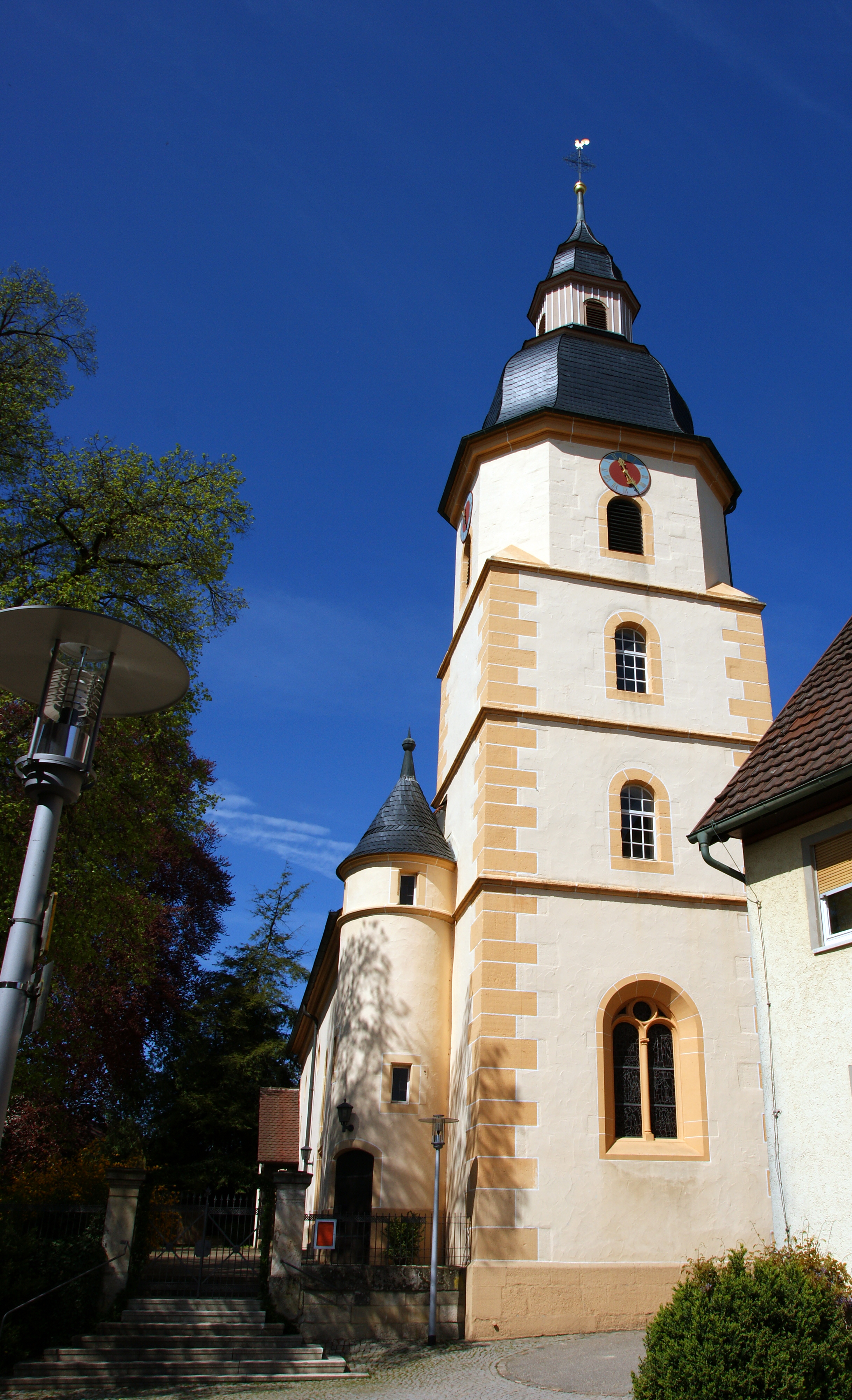
Johanneskirche in Börtlingen

Die evangelische Johanneskirche steht in Börtlingen, einer Gemeinde im Landkreis Göppingen in Baden-Württemberg. Das Bauwerk ist beim Landesamt für Denkmalpflege Baden-Württemberg als Baudenkmal unter der Nr. 076.001 eingetragen. Die Kirchengemeinde gehört zum Kirchenbezirk Göppingen der Evangelischen Landeskirche in Württemberg.

## Beschreibung
Die um 1500 errichtete spätgotische Saalkirche wurde zu Anfang des 18. Jahrhunderts barockisiert und erhielt 1896 ihre heutige Form. Der im Osten stehende Chorturm auf quadratischem Grundriss wurde 1819–21 mit einem achteckigen Geschoss aufgestockt, das die Turmuhr und den Glockenstuhl beherbergt. Seinen Abschluss bildet eine Glockenhaube mit bekrönender Laterne.
Der Innenraum des Langhauses ist mit einer Decke mit Hohlkehle überspannt. Im Chor, das heißt im Erdgeschoss des Chorturms, sind eine Johannisschüssel aus dem 14. Jahrhundert und eine Pietà von 1500 erhalten. Im Rahmen der Renovierung von 1956 schuf Adolf Saile das Fenster im Chor mit Motiven aus dem Leben des Johannes des Täufers. Die Orgel wurde 1903 von Karl Schäfer umgebaut.